# Venă sacrală mediană
Vena sacrală mediană (sau vene sacrale mijlocii) însoțește artera corespunzătoare de-a lungul feței osului sacru și se alătură pentru a forma o singură venă, care se termină în vena iliacă comună stângă, uneori în unghiul de joncțiune al celor două vene iliace. 